# Helwan
Helwan es una ciudad de Egipto a orillas del río Nilo. Es un suburbio de El Cairo, situado 25 km al sur, al este de las ruinas de Menfis, con una población de cerca de 230.000 habitantes (1989).
Helwan dispone de universidad. En la zona hay un observatorio astronómico. 
La industria local elabora hierro, acero, cemento y textiles. 
En Helwan está la estación terminal de la línea 1 del metro de El Cairo.

## Restos arqueológicos
Una antigua necróplis, fue descubierta en 1946 y excavada posteriormente, con restos de las primeras dinastías. En 2004 se excavaron nuevos enterramientos. La importancia de estos es que reflejan la pirámide social en el Egipto de aquella época; se pueden distinguir las tumbas de sacerdotes o altos burócratas de las del pueblo de la clase baja, ya que había dos tipos de enterramiento en este cementerio bien diferenciados. Las tumbas de los ricos tienen unas dimensiones de entre veinte y cien metros. Se han encontrado estatuas de los difuntos, vasijas y joyas, tales como un valioso brazalete y una estatua de unos dos metros, en piedra caliza.